# Triacanthodes
Triacanthodes is een geslacht van straalvinnige vissen uit de familie van driepootvissen (Triacanthodidae).

## Soorten
- Triacanthodes anomalus (Temminck & Schlegel, 1850)
- Triacanthodes ethiops Alcock, 1894
- Triacanthodes indicus Matsuura, 1982
- Triacanthodes intermedius Matsuura & Fourmanoir, 1984